# Coeliccia borneensis
Coeliccia borneensis – gatunek ważki z rodziny pióronogowatych (Platycnemididae).